# Eupithecia leleupi
Eupithecia leleupi es una especie de polilla de la familia Geometridae. La especie fue descrita por primera vez por el lepidopterólogo francés Claude Herbulot habiendo sido descrita en 1970, con distribución endémico en las islas Galápagos. El holotipo de la especie fue descrita en la isla Santa Cruz.
Recibe su nombre del entomólogo belga Narcisse Leleup.

## Descripción
Es una polilla pequeña, siendo la eupithecia más pequeña de los Galápagos. Los de las elevaciones más altas de la isla Pinta son un poco más grandes, tienen alas más marcadas y tienen escamas de color gris más oscuro en las alas anteriores.
La superficie superior de las alas es de color marrón grisáceo pero más pálidas en la superficie superior que las de otros miembros del género en las islas, y suelen presentar líneas transversales distintivas, una zona media pálida y una mancha pardusca en la parte exterior de la superficie superior del ala anterior. Cuenta una mancha discal oscura y prominente, y la zona media puede ser de color blanco grisáceo pálido y tienen escamas de color gris parduzco distalmente en las alas anteriores.
Las alas posteriores son más pálidas que las anteriores y presentan una maculatura reducida. La superficie inferior de las alas es gris y está cubierta de escamas marrones en el ápice de las alas anteriores. La especie posee palpos muy largos en ambos sexos, que se extienden más allá del ojo.
Tiene gran parecido con otras especies de las islas, especialmente Eupithecia galapagosata y Eupithecia perryvriesi.

## Distribución
E. leleupi se ha descrito las islas de Pinta, Rábida, Santiago, Santa Cruz, Isabela, Marchena, San Cristóbal y Seymour Norte. Por lo general se han descrito a 600 a 650 metros (1968,5 a 2132,5 pies) sobre el nivel del mar.